# Johann Friedrich von Waldeck

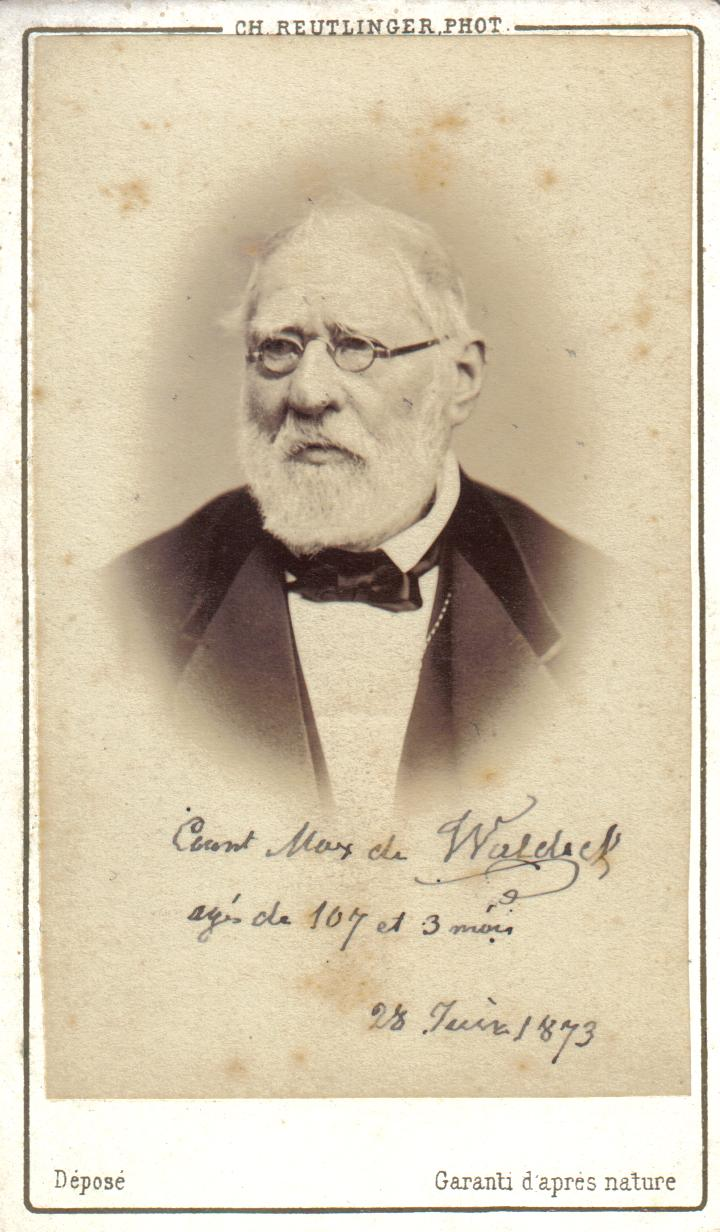
Johann Friedrich von Waldeck, Foto von Charles Reutlinger 1873

Jean Frédéric Maximilien von Waldeck (* 16. März 1766 oder 1768 (?) in Prag (?); † 30. April 1875 in Paris) war in Frankreich als Antiquar, Kartograf, Maler und Forschungsreisender tätig. Als erster europäischer Künstler hielt er die Bauten der klassischen Maya-Kultur in Bildern fest.

## Leben
Johann von Waldeck war eine schillernde Figur: Er behauptete abwechslungsweise, ein Herzog, Graf oder Baron zu sein, gab als Geburtsort Prag, Paris und Wien sowie als Heimatland Deutschland, Österreich und Großbritannien an. U. a. nannte er sich zwischenzeitlich Johann Friedrich Graf von Waldeck. Sein Geburtsjahr ist ebenfalls nicht eindeutig festzustellen.
Waldeck studierte Kunst in Paris, begleitete nach eigenen, nicht überprüfbaren Angaben Napoleon auf dessen Ägypten-Expedition und unternahm Forschungsreisen nach Südafrika, Chile, Guatemala und Mexiko. Er malte Aquarelle der dortigen Kunstdenkmäler. 1825 wurde er von einer britischen Silberminengesellschaft in Mexiko als Ingenieur angestellt. Nachdem er diese Stelle verlassen hatte, erforschte und dokumentierte er die präkolumbischen Ruinen des Landes, unter anderem Palenque, wo er sich während zwei Jahren aufhielt, und Uxmal.
Sein 1838 veröffentlichtes Buch Voyage pittoresque et archéologique dans la province d’Yucatan, Amérique centrale, pendant les années 1834 et 1836 enthielt die erste Beschreibung der Maya-Ruinen von Uxmal in Wort und Bild, wobei die Bilder die archäologischen Gegebenheiten teilweise sehr detailgenau wiedergeben, sie zum Teil jedoch auch sehr willkürlich interpretieren oder die bauliche Realität verfälschen. So liebt es Waldeck z. B., die dargestellten Figuren mit phrygischen Mützen zu versehen, wohl um die im 19. Jahrhundert verbreitete These zu untermauern, die Wurzeln der Mayakultur seien im Mittelmeerraum oder im Orient zu suchen. Entsprechend erkennt er Bildnisse von Elefanten, wo die Erbauer von Uxmal den Regengott Tlaloc dargestellt hatten. Die Reisebeschreibung, deren Textteil die eurozentrische Perspektive Waldecks trotz des wiederholt geäußerten Anspruchs auf Objektivität in besonderem Maße dokumentiert, machte aber großen Eindruck auf den US-amerikanischen Forschungsreisenden John Lloyd Stephens, der 1839 bis 1841 zum Pionier der modernen Maya-Erforschung wurde.
Waldeck publizierte bis zu seinem hundertsten Geburtstag zahlreiche Lithografien seiner Entdeckungen. Er war bis zu seinem Tod im hohen Alter von angeblich 107 oder 109 Jahren aktiv. Er soll einen Herzinfarkt erlitten haben, nachdem er in Paris einer hübschen jungen Frau nachgeschaut hatte.